# 주덴마크 대한민국 대사관
주 덴마크 대한민국 대사관은 1972년 덴마크 코펜하겐에 개설된 대한민국 외교부 소속의 대사관이다.

## 공관 연혁
- 1959년 3월: 한국-덴마크 외교관계 수립[3]
- 1972년 4월 15일: 대사관 개설[1]

## 역대 공관장
| 대수        | 성명           | 부임        |
| ----------- | -------------- | ----------- |
| 대리 대사   | 김정극(金正克) | 1972년 4월  |
| 제1대 대사  | 이규성(李圭星) | 1973년 10월 |
| 제2대 대사  | 홍성욱(洪聖郁) | 1975년 2월  |
| 제3대 대사  | 장지량(張志良) | 1976년 5월  |
| 제4대 대사  | 임명진(林明鎭) | 1979년 4월  |
| 제5대 대사  | 연하귀(延河龜) | 1983년 1월  |
| 제6대 대사  | 정민길(鄭旼吉) | 1986년 3월  |
| 제7대 대사  | 장선섭(張瑄燮) | 1989년 3월  |
| 제8대 대사  | 김세택(金世澤) | 1991년 2월  |
| 제9대 대사  | 이원호(李源昊) | 1993년 10월 |
| 제10대 대사 | 박종기(朴鍾沂) | 1996년 2월  |
| 제11대 대사 | 권영민(權寧民) | 1998년 5월  |
| 제12대 대사 | 정기옥(鄭基鈺) | 2000년 7월  |
| 제13대 대사 | 최상덕(崔尙德) | 2002년 2월  |
| 제14대 대사 | 안효승(安孝承) | 2004년 3월  |
| 제15대 대사 | 이명수(李銘洙) | 2007년 3월  |
| 제16대 대사 | 임근형(任根亨) | 2008년 5월  |
| 제17대 대사 | 김병호(金炳豪) | 2011년 2월  |
| 제18대 대사 | 마영삼(馬寧三) | 2014년 4월  |
| 제19대 대사 | 최재철(崔在哲) | 2016년 10월 |
| 제20대 대사 | 박상진(朴祥珍) | 2019년 5월  |
| 제21대 대사 | 김형길         | 2021년 12월 |

## 같이 보기
- 대한민국-덴마크 관계
- 주한 덴마크 대사관
- 대한민국의 재외공관 목록
- 덴마크 주재 외국공관 목록